# レイチェル・ウォード
レイチェル・ウォード（Rachel Claire Ward, AM、1957年9月12日 - ）は、イングランドとオーストラリアの女優、元モデル。

## 来歴
イングランドのオックスフォードシャー・コーンウェル出身。曽祖父は第4代オーストラリア総督を務めた第2代ダドリー伯爵ウィリアム・ウォード。
ニューヨークで『コスモポリタン』や『ヴォーグ』といった一流ファッション雑誌のモデルとなる。その後女優に転向、1981年の映画『シャーキーズ・マシーン』で注目を集める。1987年、『普通の女』で第2回東京国際映画祭最優秀女優賞を受賞した。近年は映画・テレビドラマ監督もつとめている。
1983年にオーストラリアの俳優ブライアン・ブラウンと結婚、3人の子供をもうける。

## 主な出演作品
- テラー・アイズ/恐るべき瞳 Night School (1981)
- シャーキーズ・マシーン Sharky's Machine (1981)
- スティーヴ・マーティンの四つ数えろ Dead Men Don't Wear Plaid (1982)
- ファイナル・テラー The Final Terror (1983)
- カリブの熱い夜 Against All Odds (1984)
- 復讐教室 Fortress (1985)
- ホテルコロニアル Hotel Colonial (1987)
- 普通の女 The Umbrella Woman (1987)
- 広告業界で成功する方法 How to Get Ahead in Advertising (1989)
- シャドウ・オブ・コブラ Shadow of the Cobra (1989) テレビ映画
- アフター・ダーク After Dark, My Sweet (1990)
- 美しき容疑者 And the Sea Will Tell (1991) テレビ映画
- アナザー・ルームメイト Double Obsession (1992)
- ブラック・マジック Black Magic (1992) テレビ映画
- コロンブス Christopher Columbus: The Discovery (1992)
- 二重告訴 Double Jeopardy (1992) テレビ映画
- ボディandハーツ Wide Sargasso Sea (1993)
- THE ASCENT ジ・アセント The Ascent (1994)
- エンド・オブ・ザ・ワールド On the Beach	(2000)
- AND NEVER LET HER GO アンド・ネバー・レット・ハー・ゴー And Never Let Her Go (2001) テレビ映画
- ぼくの家族はママとママ Bobbie's Girl (2002) テレビ映画
- パイレーツ・オブ・アトランティス Blackbeard (2006) テレビミニシリーズ